# Old Lyme
Old Lyme és una població dels Estats Units a l'estat de Connecticut. Segons el cens del 2005 tenia 7.488 habitants.

## Demografia
Segons el cens del 2000, Old Lyme tenia 7.406 habitants, 2.958 habitatges, i 2.153 famílies. La densitat de població era de 123,8 habitants/km².
Dels 2.958 habitatges en un 30,2% hi vivien nens de menys de 18 anys, en un 63,2% hi vivien parelles casades, en un 7% dones solteres, i en un 27,2% no eren unitats familiars. En el 22,4% dels habitatges hi vivien persones soles el 10,3% de les quals corresponia a persones de 65 anys o més que vivien soles. El nombre mitjà de persones vivint en cada habitatge era de 2,5 i el nombre mitjà de persones que vivien en cada família era de 2,93.
Per edats la població es repartia de la següent manera: un 24% tenia menys de 18 anys, un 3,6% entre 18 i 24, un 26,4% entre 25 i 44, un 29,2% de 45 a 60 i un 16,7% 65 anys o més.
L'edat mediana era de 43 anys. Per cada 100 dones de 18 o més anys hi havia 94,6 homes.
La renda mediana per habitatge era de 68.386 $ i la renda mediana per família de 75.779 $. Els homes tenien una renda mediana de 52.110 $ mentre que les dones 39.158 $. La renda per capita de la població era de 41.386 $. Aproximadament el 2,2% de les famílies i el 3,4% de la població estaven per davall del llindar de pobresa.